# Nervilia gammieana
Nervilia gammieana là một loài thực vật có hoa trong họ Lan. Loài này được (Hook.f.) Pfitzer mô tả khoa học đầu tiên năm 1888.